# Triaenodes camurus
Triaenodes camurus là một loài Trichoptera trong họ Leptoceridae. Chúng phân bố ở miền Australasia.